# Desa Bangunjaya (administrativ by i Indonesien, Jawa Barat, lat -7,13, long 108,52)
Desa Bangunjaya är en administrativ by i Indonesien.   Den ligger i provinsen Jawa Barat, i den västra delen av landet, 210 km sydost om huvudstaden Jakarta.